# Yatsushiro-gū
Le Yatsushiro-gū (八代宮, Yatsushiro-gū) est un sanctuaire shinto situé à Yatsushiro dans la préfecture de Kumamoto au Japon. Son principal festival se tient le 3 août. Il a été fondé en 1884 et le kami du prince Kaneyoshi y est vénéré. C'est l'un des quinze sanctuaires de la restauration de Kenmu.
Dans l'ancien système moderne de classement des sanctuaires shinto, il était classé comme sanctuaire impérial de second rang (官幣中社, kanpei-chūsha).

## Source de la traduction
- (en) Cet article est partiellement ou en totalité issu de l’article de Wikipédia en anglais intitulé « Yatsushiro-gū » (voir la liste des auteurs).